# Minkowski (herb szlachecki)
Minkowski (Mińkowski, Niezgoda odmienny) – polski herb szlachecki, używany przez rodzinę osiadłą na Litwie, według Przemysława Pragerta odmiana herbu Niezgoda.

## Opis herbu
Opis z wykorzystaniem zasad blazonowania, zaproponowanych przez Alfreda Znamierowskiego:
W polu błękitnym podkowa srebrna z takąż strzałą na opak w środku, na nich miecz srebrny w pas ostrzem w lewo. Klejnot: nad hełmem w koronie skrzydło srebrne (lub naturalne, w lewo). Labry błękitne, podbite srebrem.

## Najwcześniejsze wzmianki
Herb wymieniany przez Kojałowicza (Compendium), Niesieckiego, Chrząńskiego (Tablice odmian herbowych) oraz Ostrowskiego (Księga herbowa rodów polskich).

## Rodzina Minkowskich
Istniały cztery rodziny tego nazwiska, z czego dwóm przypisywano podobny herb. Pierwsza, osiadła na Pomorzu, używała herbu Niezgoda. Rodzina ta wywodziła się ze wsi Minkowice. Głównymi panami była tutaj rodzina Krokowskich, ale również drobni pankowie mieli tutaj swoje działy. Mimo to źródła nie wymieniają Minkowskich w tej wsi. Kasper Niesiecki pisze, że nazwisko to występowało w Prusiech w 1587 roku. Z roku 1622 ma pochodzić wzmianka o Januszu Gutt-Minkowskim. Widać stąd, że dziedziczący dział w Minkowicach Gutowie przyjęli w XVI wieku nazwisko odmiejscowe. W wiekach późniejszych nazwisko to już na Pomorzu nie występowało.
Przypuszcza się, że kaszubska rodzina Minkowskich herbu Niezgoda ma wspólne pochodzenie z Łętowskimi, Kłanickimi i Radoszewskimi z powodu podobieństwa herbów.
Mińkowscy herbu własnego (Niezgoda odmienna) byli z kolei notowani na Wołyniu i w województwie mińskim, gdzie piastowali pomniejsze urzędy. Niewykluczone, że to pomorscy Minkowscy wyparci z rodowej wsi wyjechali na Litwę. Nie ma jednak na to dowodów, możliwe, że podobieństwo herbów wynika tylko z pomyłek heraldyków.

## Herbowni
Minkowski (Mińkowski) z Litwy. Rodzina tego samego nazwiska, mieszkająca na Kaszubach, używała herbu Niezgoda.